# Рождественский, Николай Николаевич (химик)
Рождественский Николай Николаевич (* 22 марта (4 апреля) 1878, Москва — 2 февраля 1952, Донецк) — русский и советский химик. Профессор Донецкого индустриального института (ныне Донецкий национальный технический университет) (1922). Труды посвящены органической химии и методике преподавания химии.

## Биография
Родился в городе Москве, в семье дворянина. Окончил Харьковский технологический институт (1897 — 1904) и получил специальность инженера-технолога по специальности химия красителей.
Работал в лаборатории Киевского университета (исследование синтеза в бета-оксикислот). Преподаватель сельскохозяйственного училища, высших женских курсов и Донского политехнического института (1905 — 1914, г. Новочеркасск).
1914 года был в научной командировке в Германии (г. Дармштадт), работал в лаборатории профессора Фридлендера, занимался синтезом индигоидов и одновременно изучал немецкие фабрики красителей. В Донбассе изучал работу коксохимических заводов (1915).
На приглашение в 1922 г. переходит работать в Донецкий горный техникум (ныне ДонНТУ) на должность профессора. С 1933 г. зав. кафедры «Органическая химия». Заслуженный деятель науки УССР (1945).
В довоенный период вел большую организационную и учебно-методическую работу с целью совершенствования и развития учебного процесса в рамках всего института. Много внимания уделял написанию учебников для ВУЗ, созданию эффективных методических разработок. Научные разработки его посвящены исследованию красителей, вопросом фотополимеризации стирол, хлористого винила и т д.